# دهستان پشت ریگ
دهستان پشت ریگ، یکی از دهستان‌های بخش مرکزی شهرستان ریگان در استان کرمان ایران است. مرکز این دهستان، روستای علی‌آباد پشت ریگ است.

## جمعیت
بر پایه سرشماری عمومی نفوس و مسکن در سال ۱۳۹۵، جمعیت دهستان پشت ریگ برابر با ۷٬۰۷۰ نفر بوده است.